# La Clisse
La Clisse és un municipi francès situat al departament del Charente Marítim i a la regió de la Nova Aquitània. L'any 2007 tenia 536 habitants.

## Demografia

### Població
El 2007 la població de fet de La Clisse era de 536 persones. Hi havia 216 famílies de les quals 48 eren unipersonals (12 homes vivint sols i 36 dones vivint soles), 68 parelles sense fills, 88 parelles amb fills i 12 famílies monoparentals amb fills.
La població ha evolucionat segons el següent gràfic:
Habitants censats

### Habitatges
El 2007 hi havia 232 habitatges, 214 eren l'habitatge principal de la família, 15 eren segones residències i 3 estaven desocupats. 225 eren cases i 6 eren apartaments. Dels 214 habitatges principals, 167 estaven ocupats pels seus propietaris, 44 estaven llogats i ocupats pels llogaters i 3 estaven cedits a títol gratuït; 1 tenia una cambra, 14 en tenien dues, 18 en tenien tres, 56 en tenien quatre i 125 en tenien cinc o més. 180 habitatges disposaven pel capbaix d'una plaça de pàrquing. A 86 habitatges hi havia un automòbil i a 113 n'hi havia dos o més.

### Piràmide de població
La piràmide de població per edats i sexe el 2009 era:
| Homes | Edats   | Dones |
| ----- | ------- | ----- |
| 0     | 95 o +  | 0     |
| 0     | 90 a 94 | 0     |
| 4     | 85 a 89 | 4     |
| 0     | 80 a 84 | 0     |
| 12    | 75 a 79 | 20    |
| 4     | 70 a 74 | 8     |
| 4     | 65 a 69 | 12    |
| 12    | 60 a 64 | 4     |
| 8     | 55 a 59 | 8     |
| 16    | 50 a 54 | 16    |
| 24    | 45 a 49 | 28    |
| 20    | 40 a 44 | 28    |
| 12    | 35 a 39 | 12    |
| 4     | 30 a 34 | 4     |
| 12    | 25 a 29 | 4     |
| 8     | 20 a 24 | 0     |
| 24    | 15 a 19 | 24    |
| 28    | 10 a 14 | 16    |
| 12    | 5 a 9   | 12    |
| 0     | 0 a 4   | 8     |

## Economia
El 2007 la població en edat de treballar era de 340 persones, 251 eren actives i 89 eren inactives. De les 251 persones actives 231 estaven ocupades (118 homes i 113 dones) i 20 estaven aturades (8 homes i 12 dones). De les 89 persones inactives 31 estaven jubilades, 20 estaven estudiant i 38 estaven classificades com a «altres inactius».

### Ingressos
El 2009 a La Clisse hi havia 221 unitats fiscals que integraven 552,5 persones, la mediana anual d'ingressos fiscals per persona era de 17.685 €.

### Activitats econòmiques
Dels 18 establiments que hi havia el 2007, 6 eren d'empreses de construcció, 4 d'empreses de comerç i reparació d'automòbils, 1 d'una empresa de transport, 1 d'una empresa immobiliària, 1 d'una empresa de serveis, 2 d'entitats de l'administració pública i 3 d'empreses classificades com a «altres activitats de serveis».
Dels 8 establiments de servei als particulars que hi havia el 2009, 1 era un taller de reparació d'automòbils i de material agrícola, 2 paletes, 3 fusteries i 2 electricistes.
L'any 2000 a La Clisse hi havia 8 explotacions agrícoles.

## Equipaments sanitaris i escolars
El 2009 hi havia una escola elemental integrada dins d'un grup escolar amb les comunes properes formant una escola dispersa.

## Poblacions més properes
El següent diagrama mostra les poblacions més properes.